# 國立東華大學華文文學系
國立東華大學華文文學系暨研究所（英語：National Dong Hwa University Department of Sinophone Literatures），簡稱東華華文，成立於1996年，為國立東華大學人文社會科學學院成員之一，前身為國立東華大學中國語文學系，由美國加州大學柏克萊分校漢學家鄭清茂擔任創系主任，以橫跨世界古典至現代之文學研究與創作著稱，培育無數臺灣知名文學作家，繼國立東華大學創作與英語文學研究所之後，為文壇近年來興起的「東華幫」起源之一。

## 簡史

### 華文文學系
1996年，世界著名華盛頓大學比較文學家王靖獻（筆名楊牧）與加州大學柏克萊分校漢學教授鄭清茂、顏崑陽、王文進等四位著名文學家匯流至國立東華大學，創辦他們夢想中的文學院，並期望能培育掌握現代文化脈動與實務能力的新世代文學人才，國立東華大學中國語文學系成為一所結合理論與實用、獨樹一格的學術格局、橫跨古典與現代、中國與西方文學之中文系。
2010年，因應國立東華大學與國立花蓮教育大學合併，「國立東華大學中國語文學系」更名為「國立東華大學華文文學系」，並結合中國語文學系、臺灣文化學系、民族語言傳播學系、民間文學研究所共10位教師，繼續耕耘原有的文學創作，並發展當代國際文學研究重視的「華文文學」（Sinophone Literatures）新興議題，開拓全新的文學領域，現頒授文學學士/B.A.、文學碩士/M.A.（文學暨文化研究組）、藝術創作碩士/M.F.A.（創作組）。

### 創作與英語文學研究所
創作與英語文學研究所（簡稱創英所），前身為創作與英國文學研究所，由美國華盛頓大學教授楊牧協助創辦，隸屬於英美語文學系，為全華人世界第一家以創作取代論文寫作授予藝術創作碩士（Master of Fine Arts）學位之研究所，師資陣容結合哥倫比亞大學東亞系教授郭強生、文學作家暨翻譯家曾珍珍、華文小說家暨翻譯家李永平，為近年華人文壇興起的「東華幫」之起源。2010年，因應與花教大整併，創英所併入華文文學系，成為現今「華文文學系碩士班創作組」。

## 課程規劃
國立東華大學華文文學系的師資研究領域涵蓋世界文學、女性文學、原住民文學、報導文學、動物文學、自然書寫、家族書寫、創意書寫、影視劇本、古典戲曲、現代戲劇、舞台劇本、編輯策展、現代詩、小說、華語語系、文學理論與批評、文學史、傳播理論、民間文學、古典文學、先秦思想、神話、楚辭、詩經、文化研究、文化創意產業等。

## 歷年駐校作家
1996年美國西雅圖華盛頓大學比較文學教授，國際著名詩人楊牧返台，於擔任人文社會科學學院創院院長期間，將歐美大學的駐校作家制度引進華大校園內，讓知名作家有機會走進校園進行教學、創作與交流，首任駐校作家為知名現代詩作家瘂弦，後有鄉土文學作家黃春明、臺灣現代詩詩人鄭愁予、自然文學作家劉克襄等知名華語文學作家。
| 作家     | 駐校學期       | 駐校活動 |
| -------- | -------------- | --- |
| 瘂弦     | 88學年         | 文學講座 |
| 黃春明   | 89學年         | 文學講座 |
| 羅智成   | 90學年         | 文學講座 |
| 施叔青   | 91學年         | 文學講座 |
| 莊因     | 92學年         | 文學講座 |
| 鄭愁予   | 93學年         | 文學講座 |
| 莊信正   | 94學年         | 文學講座 |
| 林俊穎   | 95學年         | 文學講座 |
| 陳雨航   | 96學年         | 文學講座 |
| 林正盛   | 96學年         | 文學講座 |
| 馬森     | 97學年         | 文學講座 |
| 小野     | 98學年         | 文學講座 |
| 陳列     | 98學年         | 文學講座 |
| 劉克襄   | 98學年         | 文學講座 |
| 藍博洲   | 99學年         | 當代華人作家系列、報導文學寫作、創作論、小說創作 |
| 林黛嫚   | 100學年第2學期 | 小說創作、文化創意產業專題 |
| 莊信正   | 100學年第2學期 | 文學批評專題、散文創作 |
| 鴻鴻     | 101學年        | 舞台劇本寫作、策展與實務製作、詩創作、舞台劇本專題 |
| 鍾文音   | 102學年第1學期 | 創意書寫、小說創作 |
| 黎紫書   | 102學年第2學期 | 華文文學選（四）馬華文學、小說創作 |
| 傅月庵   | 103學年第2學期 | 文學講座（「臺灣書評時代的興起與沒落」、「戰後臺灣的大眾出版與閱讀」） |
| 張翎     | 103學年第2學期 | 文學講座（「從《餘震》到「唐山大地震」：張翎小說與馮小剛電影的互文」、「《一個溫州的女人》x《空巢》 --女性的離/返」、「從張翎的作品談華人作家的版權與傳播」、「想像力和現實在文學創作中的關係」、「從蛹到蛹：我的寫作歷程」）、「華工紀錄片」放映暨導覽 |
| 李進文   | 104學年第1學期 | 文學講座（「座談-- 作與出版的現在或者未來」、「在想你的夜讀情詩」、「現代詩的寫作」） |
| 朱曉軍   | 104學年第2學期 | 文學講座（「報導文學的現狀與趨勢」、「編輯出版新趨勢」、「報導文學的創作特點」） |
| 陳冠中   | 105學年第1學期 | 文學講座（「我的《偶然》寫作史：我是香港作家？我來自台灣？」、「盛世中國，人皆裸命－－我對當代中國的看法」） |
| 楊澤     | 105學年第2學期 | 文學講座（「我的文青時間 — 重印兩本少作《薔薇》、《彷彿》的因緣」、「從古詩十九首到新詩十九首」）、楊澤詩作朗誦會 |
| 畢飛宇   | 106學年第1學期 | 文學講座、小說指導課（之一）、小說指導課（之二） |
| 張系國   | 106學年第2學期 | 文學講座（「張系國的小說創作理論」、「喬治歐威兒的生平和創作」、「張系國的科幻小說工作坊」）、與駐校作家有約 |
| 許悔之   | 107學年第1學期 | 文學講座（「給自己一首詩」、「編輯與美學」） |
| 吳晟     | 107學年第2學期 | 文學講座（「我的愛戀、我的憂傷--作家的社會參與」、「我的詩文故事--唸詩、聽歌與講故事」）、與駐校作家有約 |
| 東山彰良 | 108學年第1學期 | 文學講座（「越境文學、認同問題以及固有觀念的相對化」、「作家的日常生活，出道的契機」） |
| 張惠菁   | 108學年第2學期 | 文學講座（「從創造的溫床開始創造起：作家到出版人的旅程」、「一個寫作者的出版觀察與分享」）、寫作指導時間 |
| 黃麗群   | 109學年第1學期 | 文學講座（「寫什麼，怎麼寫，為什麼」、「創作、出版分析」）、寫作指導時間 |
| 陳耀昌   | 109學年第2學期 | 文學講座（「台灣歷史小說寫作與歷史事件踏查」、「由胡鐵花到苦楝花」）、寫作指導時間 |
| 賀景濱   | 110學年第1學期 | 文學講座（「小說家如何創造世界」、「新聞和創作」）、寫作指導時間 |

## 外部連結
- 官方网站
- 國立東華大學華文文學系的Facebook專頁